# Teutrània
Teutrània (en grec antic Τευθρανία) era la part occidental de Mísia, a la regió del riu Caicos. El seu nom se suposa derivat de l'antic rei misi Teutrant, que va adoptar com a fill i hereu Tèlef (fill d'Hèracles). Eurípil, fill de Tèlef, apareix a l'Odissea com a governant dels ceteus. La principal ciutat del territori es deia també Teutrània, entre Elea, Pitane i Atarneu, segons diu Estrabó, però no es coneixen més referències.